# إيمي أبراهامسون
إيمي أبراهامسون (بالسويدية: Emmy Abrahamson)‏ هي كاتِبة ومخرجة وممثلة سويدية، ولدت في 20 أكتوبر 1976 في السويد.